# Киви (футбольный клуб)
Киви (англ. Kiwi FC , самоан. Kiwi FC ) — самоанский футбольный клуб из города Апиа. Выступает в Высшей лиге. Домашние матчи проводит на Национальном стадионе.

## История
Клуб был основан в 1977 году. До основания элитной лиги играл в различных любительских чемпионатах. Является пятикратным чемпионом Самоа. Последний выигранный сезон (2012) дал команде право сыграть в Лиге чемпионов ОФК 2012/2013. Выступление в главном океанском клубном турнире сложилось для Киви неудачно. Он выбыл в предварительном раунде после матчей с  Паго Ют, Лотоха’апаи Юнайтед и  Тупапа Мараэренга.

## Достижения
- Чемпион Самоа: 4

1984, 1985, 1997, 2011, 2012